# Ʊ᷆
Cette page contient des caractères spéciaux ou non latins. S’ils s’affichent mal (▯, ?, etc.), consultez la page d’aide Unicode.
Ʊ᷆ (minuscule : ʊ᷆), appelé upsilon macron-grave, est un graphème utilisé dans l’écriture du tafi.
Il s’agit de la lettre upsilon diacritée d’un macron-grave.

## Utilisation
En tafi, le upsilon macron-grave est utilisé pour représenter une voyelle nasalisée avec un ton descendant moyen-bas, par exemple dans la phrase Bʊmwɩ n’ʊ᷆lɩ́lɩ́nɩ́ « C’est du sel ».

## Représentations informatiques
Le upsilon macron-grave peut être représenté avec les caractères Unicode suivants (latin étendu B, Alphabet phonétique international, diacritiques) :
| formes    | représentations | chaînes de caractères | points de code | descriptions                                             |
| --------- | --------------- | --------------------- | -------------- | -------------------------------------------------------- |
| capitale  | Ʊ᷆               | Ʊ◌᷆                    | U+01B1 U+1DC6  | lettre majuscule latine upsilon diacritique macron-grave |
| minuscule | ʊ᷆               | ʊ◌᷆                    | U+028A U+1DC6  | lettre minuscule latine upsilon diacritique macron-grave |